# Abborrfjärden
Abborfjärden är en fjärd i Finland. Den ligger vid gränsen mellan landskapen Kymmenedalen och Nyland, i den södra delen av landet, 90 km öster om huvudstaden Helsingfors.
Inlandsklimat råder i trakten. Årsmedeltemperaturen i trakten är 4 °C. Den varmaste månaden är juni, då medeltemperaturen är 10 °C, och den kallaste är februari, med −5 °C.